# Seznam slovenskih letalcev
Seznam slovenskih letalcev. zajema civilne in športne motorne in jadralne letalce (pilote)/letalke (pilotinje) ter letalske konstruktorje. Za vojaške pilote glej seznam slovenskih vojaških pilotov.

## A
- Lado Ambrožič - Novljan
- Leopold Ankon
- Maks Arbajter (1924–1992)

## B
- (družina-bratje Bavčar iz Lokavca)
- Alja Berčič Ivanuš
- Maks Berčič
- Tomaž Berginc (jadralni)
- Božo Bižal (1918–2005)
- Stanko Bloudek (1890–1959)
- Milan Borišek (1920–1950)
- Ivo Boscarol (*1956)
- Andrej Bračun
- Janez Brezar (*1937)
- Simona Brežnik
- Brane Brodnik (*1949)
- Klemen Brovč
- Branko Bunderla
- Martin Burjan (1951–2002)

## C
- Boris Cijan (1909–1993)
- Miran Cizelj (1915–1944)
- Janko Colnar

## D
- Snegulka Detoni (1921–2016)
- Marjana Dežnak

## F
- Dušan Ferlež - Tamango  (*1938)
- Jordan Faganel (1926–1987)

## G
- Gabrijel?
- Matjaž Gantar (1963–2018)
- Janez Gaube (*1968)
- Jože Golorej (1913– ?)
- Frank Gorenc (*1957)
- Stanley Gorenc (*1953)
- Kristina Gorišek Novaković (1906–1996)
- Ferdo Gradišnik (1899–1951)
- Janko Grampovčan (1897–1974)
- Avgust Grošelj (1905–1980)

## H
- Srečko Habjanič (*1963)
- Danilo Hojnik (*1950)
- Štefan Hozjan (1894–1949)
- Ksenija Hribar Gorup (1905–1944)
- Rado Hribar (1901–1944)
- Svetozar Hribar (1909–1996)
- Boris Hribar
- Milan Hudnik (1922–1946)

## I
- Branko Ivanuš (1919–1955)
- Dušan Ivanuš (1947–1976)

## J
- Aleš Janša
- Samo Jenko
- Uroš Jenko (1922–2017)
- Primož Jovanović
- Gojmir (Gojko?) Jug
- Matej Jurca

## K
- Jože Kalan (*1952)
- Stanko Kamenšček
- Miha Kamplet (*1938)
- Otmar Kanet (1892–med 2. sv.v.?)
- Jure Kavšek
- Alfonz Kjuder
- Cvetka Klančnik - Belin (1931–1977)
- Zvonko Knaflič
- Sašo Knez
- Stanko Kodrin (*1933)
- Anton Kolar (1946–2015)
- Gašper Kolar (*1937)
- Božidar Komac (1926–2013)
- Ivan Konte (1910–2007)
- Jurij (George) Kraigher - Žore (1891–1984)
- Franc Kralj (*1934)
- Igo (Ignacij) Kralj (1906–1931)
- Gregor Kraškovic (1767–1823, balonar)
- Josip Križaj (1911–1948)
- Ciril Križnar (1934–1968, Jemen)
- Jože Krumpak (1925–1976)
- Anton Kuhelj (1902–1980)

## L
- Franci Lajovic - Lajko (1954–2019)
- Matevž Lenarčič (*1959)
- Benjamin Ličer - Benjo (*195_)

## M
- Pavel Magister
- Diana Magister
- Tone Magister
- Anton Magister
- Max Macher (balonar)
- Branivoj Majcen (1917–1995)
- Miro Majcen (fotograf)
- Milan Malnarič (1906–1945)
- Zdravko Marušič (1924–2018)
- Janez Mataj (1938–2016)
- Miklavž Maurer Škofič (1962–2015, Sierra Leone)
- Andrej Mihelač
- Franc Mordej (1925–2007)
- Gabrijel Možina (*1955)

## N
- Julij Nardin (1877–1959)
- Viktor Nikitin (1893–1933) (nesreča v Ljubljani - letališče Polje)
- Ivan Noč (1901–1951)
- Albin Novak (1926–2018)
- Nada Novak (1928–)

## O
- Peter Omersa

## P
- Blaž Pavlin
- Štefan Pavlinjek (*1950) ?
- Rafael Perhauc
- Lojze Peterle
- Vilko Peternelj (1885–1941)
- R. Petrovič (balonar)
- Albin (Bine) Pibernik ml. (*1931)
- Jože Pikon (1903–?)
- Borivoj Pirc
- France Pirc (1899–1954)
- Mirko Plehan (1894–1964)
- Iztok Podbregar (*1962)
- Peter Podlunšek (*1970)
- Tone Polenec (1942–2004)
- Savo Poljanec (1907–1966)
- Erazem Polutnik
- Katja Popovič (1970–2005)
- Olga Potočnik (1906–2012)
- Srečko Prebil
- Boštjan Pristavec (*1963) (jadralni)
- Tanja Pristavec (*1968) (jadralna)
- Boža Pustovrh Martinčič

## R
- Hans (Ivan) Ramor (Kočevar-od 1919 v Avstriji)
- Stane Rape (1898–1969)
- Stane Raznožnik
- Branko Rek (*1964)
- Ivan Renčelj
- Roman Rep
- Ivan Renčelj (1871–1955)
- Bojan Rode (1951)
- Ladislav Ropas (1883–1958)
- Marijan Rožič (*1938)
- Franjo Rožman
- Edvard Rusjan (1886–1911)
- Josip Rusjan
- Boro Rotovnik
- Franjo Rožman (1912–1971)

## S
- Ivan Sajevic (u. 1968, Jemen)
- Maks Samec (balonar)
- Bojan Savnik (letalec) (1930–1976) (general letalstva)
- Marij Semolič (1916–1973)
- Anton Sever (letalec prekomorec)
- Franc Sever - Franta (1923–2021)
- Igor Skerbiš
- Niko Slana  (1944–2020)
- Ivan Slokar (1884–1970)
- Albin Starc (1916–2011)
- Ludvik Starič?
- Janez Stariha
- Alojz Stiplošek
- Joe Sutter (1921–2016)
- Drago Svetina (1955–2004)
- Ivan (Janez) Svetina

## Š
- Luka Šalehar (*1987?)
- Ivo Šestan (1895–1929)
- Ivo Šimenc
- Milivoj Šircelj (1913–1999)
- Miklavž Škofič Maurer (1962–2015)
- Jaka Šmid (?–1977)
- Ivo Šoštarič
- Slavko Avi Šorn (balonar)
- Miha Šorn (1949–2018)
- Ivo Šoštarič (1911–1989)
- Aleš Štimec
- Jurij Štirn (1925–2020)
- Karel Štrbenk (1907–1941)
- Ivan Štrener (?–1974)
- Gorazd Šturm (1951–1984)

## T
- Silva Trauner

## U
- Jože Udovč (*1938)
- Viktor Ulčar (1908–1993)
- Zdenko Ulepič (1906–1988)

## V
- Maks Vaupotič - "Nori Maks" (akrobatski)
- Franc Vičar (1904–1929, Mostar)
- Ivan Vidmar (1892–1971)
- Ljubo Vidmar
- Simon Vindiš ?
- Venčeslav Vrtovec (1894–1988)

## W
- Franc Wels (1873–1940)

## Z
- Jože Zablatnik (1886–1946)
- Marko Zalokar
- (Jakob Zupančič (1871–1939)
- Franc Zupančič (1886–1953)
- Viktor Zupančič (1931–1997)
- Milena Zupanič (Cestnik)

## Ž
- Tomislav Žargaj
- Valentin Matija Živic (1828–1917)
- Ljubo Žnidarič
- Jožef Žunkovič (*1956)
- Franc Željko Županič (*1962)